# Kateri
Kateri is een bestuurslaag in het regentschap Belu van de provincie Oost-Nusa Tenggara, Indonesië. Kateri telt 1327 inwoners (volkstelling 2010).